# Elisabet Spina
Elisabet Spina (Pietrasanta, 11 gennaio 1983) è un'allenatrice di calcio ed ex calciatrice italiana, di ruolo centrocampista, responsabile del settore femminile del Milan.
Ha iniziato a giocare a calcio nella Croce Verde di Viareggio. In carriera ha giocato prevalentemente nel campionato italiano femminile di calcio, in Serie A con Agliana, Lucca 7, Firenze, dove conclude la carriera, e Reggiana, con la quale vince la 2009-2010, e in quello svizzero, con il Rapid Lugano in Lega Nazionale A.

## Carriera

### Calciatrice

#### Club
Dall'estate 1999 Elisabet "Betty" Spina è in organico all'Aircargo Agliana, squadra che disputa il campionato di Serie A 1999-2000, rimanendo con la società di Agliana anche la stagione successiva contribuendo ad ottenere un'agevole salvezza classificandosi al quarto posto nella prima e il sesto nella seconda.
Durante il calciomercato estivo 2001 decide di accordarsi con il Rapid Lugano e giocare così il suo primo campionato estero, la Lega Nazionale A, primo livello del campionato svizzero, nella stagione 2001-2002, anche in questo caso ottenendo la salvezza classificandosi al quinto posto.
Durante la successiva estate si trasferisce nuovamente in Italia, sposando l'avventura del neopromosso Lucca 7 che sponsorizzato dalla ComputerPoint si appresta a giocare la sua prima stagione in Serie A.

### Allenatrice
Nel 2016, all'età di 33 anni, consegue con il massimo dei voti la licenza UEFA A al termine del corso 2015-2016, licenza che le permette di allenare una squadra maschile in Lega Pro, comprese le giovanili, e assistente dei tecnici di Serie A e B. Dai primi anni duemila assume il ruolo di direttrice del centro giovanile Milan di  Capezzano Pianore, alternando le attività di dirigente, allenatrice e calciatrice, ancora in organico alla Reggiana.
Nel 2018 viene nominata responsabile del settore femminile del Milan e delle scuole calcio esterne e del centro di formazione e ricerca.

## Palmarès
- Coppa Italia: 1

Reggiana: 2009-2010